# Egeløkke (Bøstrup Sogn)
 For alternative betydninger, se Egeløkke. (Se også artikler, som begynder med Egeløkke)
Egeløkke er en adelsgård på Langeland.
Gården nævnes første gang i 1426. Den fredede hovedbygning er opført i 1845-1846 og tilbygget i 1890.
Den ligger i Bøstrup Sogn, Langelands Nørre Herred, Langeland Kommune
Egeløkke Gods er på 314 hektar.
N.F.S. Grundtvig var som ung huslærer på Egeløkke og skrev digtet "Strandbakken ved Egeløkke".

## Ejere af Egeløkke
- (1426-1460) Jens Andersen Mylting
- (1460-1500) Hans Jensen Mylting
- (1500-1555) Jørgen Hansen Mylting
- (1555-1585) Jens Jørgensen Mylting
- (1585-1600) Forskellige Ejere
- (1600-1603) Stig Pors
- (1603-1650) Forskellige Ejere
- (1650-1676) Niels Sørensen Harbou
- (1676-1687) Otto Nielsen Harbou
- (1687-1709) Henrik Hansen Steensen
- (1709-1750) Hans Gotfred Henriksen Steensen
- (1750-1757) Anne Sophie Kaas gift Steensen
- (1757-1793) Carl Frederik Hansen Steensen
- (1793-1799) Anne Sophie Kaas gift Steensen
- (1799-1813) Anne Sophie Carlsdatter Kaas Steensen-Leth
- (1813-1825) Carl Frederik Steensen-Leth
- (1825-1889) Carl Frederik Steensen-Leth
- (1889-1925) Sophie Frederikke Carlsdatter Steensen-Leth gift Lerche
- (1925-1932) Ille Ottille Vilhelmine baronesse Lerche gift Knuth
- (1932-1965) Adam Carl Vilhelm greve Knuth
- (1965-2007) Adam Carl Wenzel greve Knuth
- (2007-) Christina Regitze komtesse Knuth